# Best Partner
Best Partner（ベスト　パートナー）とは、2002年に結成された2人組アコースティックユニットである。2025年現在の所属プロダクションはINNOCENT MUSIC。所属レコード会社は VAP。
2025年現在は、4人組アーティスト「のーうぇざー」として活動中である。

## メンバー
- 山田寛朗（やまだ ひろあき）　1980年1月23日生まれのA型。主に作詞を担当。　埼玉県蕨市出身。（通称：ひろ、ボーカル・ギター・タンバリン・ハープ・その他楽器担当）一人っ子で高校時代は陸上部所属にしていた。成績は優秀だったが、友人から借りたゲームにハマってしまい大学を二浪してしまう。（後に入学した大学も音楽に専念する為に自主退学している。）のーうぇざーという4人グループのリーダーで顎鬚が特徴。お酒が体質的に飲めないのと（所謂下戸である）、海老が食べれない。リョウセイちゃんというウーパールーパーを飼っていた。

- 越井祐希（こしい ゆうき）　1982年1月23日生まれのB型。主に作曲を担当。　新潟県十日町市出身。（通称：こっしー、ボーカル・ギター担当）実家は米農家。兄妹は妹がいる。お酒が酒豪とはいかないが飲める口で。特技は料理、カメラ撮影。特に料理は腕はプロ並みで、同じグループメンバーでもあるのーうぇざーのふくろうと共に料理をイベントやライブハウス等で振舞った程である。うっしーというモルモットを飼っており、たまに実家のお手伝いとして帰省したりする。

## 来歴
大学入学時にクラスメートとして知り合うも、当初はそれほど親交はなかった。同年秋にアコースティックギターのサークルに越井、山田ともう一人の3人で入部するも、活動はほぼない状態のまま、疎遠な状態が続く。
知り合って約1年後の春、越井が溝の口駅前で路上ライブを行っていたところに偶然山田が通りかかる。久しぶりの再会に驚きつつ、越井が山田に一緒に歌わないかと声を掛け、その違和感のなさからその場で「ベストパートナー」を結成した（結成時点ではカタカナ標記で後日、現在の名前に改名する）。
誕生日は偶然にも一緒だが、ひろの方がこっしーより二つ年上である。

## 略歴
- 2002年3月18日に結成
- 2004年10月、ファーストマキシシングル「赤煉瓦」をリリース
- 2006年4月、テレビ神奈川「かわさきすまいる」のメインナビゲーターとして出演
- 2007年1月、バンド名をカタカナの「ベストパートナー」から英語表記の「Best Partner」に変更
- 2008年4月、「遥かなる旅」が新潟アルビレックス・ベースボール・クラブの公式テーマソングに採用[1]
- 2013年7月、メジャー移籍第一弾アルバム「青空と君」発売

## ディスコグラフィー

### シングル
|     | リリース日     | タイトル       | c/w                        | 規格品番   | 備考                                                                         |
| --- | -------------- | -------------- | -------------------------- | ---------- | ---------------------------------------------------------------------------- |
| 1st | 2004年10月27日 | 赤煉瓦         | かくれんぼ / ぼくら / 指先 | MGCP-10002 | マキシシングルアルバム 「指先」は映画「ガッツ伝説 愛しのピット・ブル」挿入歌 |
| 2nd | 2006年1月6日   | センタークロス | 0257                       | MGCP-10007 |                                                                              |
| 3rd | 2008年9月5日   | 君ありて幸福   | 君があふれてく             | IRCD-8002  |                                                                              |
| 5rd | 2021年8月21日  | 夢の輪郭       | 夢の輪郭                   | ASCD-21164 |                                                                              |

### ミニアルバム
|     | リリース日     | タイトル   | 規格品番  | 備考 |
| --- | -------------- | ---------- | --------- | ---- |
| 1st | 2007年1月26日  | 僕のあかし | HOSH-2002 |      |
| 2nd | 2010年10月29日 | リスタート | LSCD-1057 |      |
| 3rd | 2011年5月30日  | すまいる   | LSCD-1162 |      |

### アルバム
|      | リリース日     | タイトル           | 規格品番   | 備考                                                                       |
| ---- | -------------- | ------------------ | ---------- | -------------------------------------------------------------------------- |
| 1st  | 2006年6月2日   | ふたり             | IRCD-1302  | 新潟アルビレックス・ベースボール・クラブのイメージソング「遥かなる旅」収録 |
| 2nd  | 2008年11月7日  | ひとつの歌         | IRCD-8004  |                                                                            |
| 3rd  | 2012年6月8日   | 今のままで         | ASCD-1302  |                                                                            |
| 4th  | 2013年2月14日  | NEW WORLD          | ASCD-1311  |                                                                            |
| 5th  | 2013年7月24日  | 青空と君           | VPCC-81771 | メジャーデビューアルバム                                                   |
| 6th  | 2015年6月27日  | 風を追いかけて     | ASCD-1553  | メジャーファーストアルバム                                                 |
| 7th  | 2015年11月27日 | 恋する瞬間         | ASCD-1559  | メジャーセカンドアルバム                                                   |
| 8th  | 2016年4月21日  | さくらひらり       | ASCD-1673  | メジャーフルアルバム                                                       |
| 9th  | 2016年9月23日  | 夕暮れどき、君の声 | ASCD-1686  | メジャーフルアルバム                                                       |
| 10th | 2017年2月15日  | Film               | ASCD-1698  | メジャーフルアルバム                                                       |
| 11th | 2017年8月12日  | Summer Time Magic  | ASCD-17108 | メジャーフルアルバム                                                       |
| 12th | 2017年12月17日 | Wonder Snow        | ASCD-17120 | メジャーフルーアルバム                                                     |
| 13th | 2018年5月13日  | 桜色に吹かれて     | ASCD-18124 | メジャーフルーアルバム                                                     |
|      |                |                    |            |                                                                            |

### DVD
|     | リリース日    | タイトル                 | 規格品番  | 備考                                                   |
| --- | ------------- | ------------------------ | --------- | ------------------------------------------------------ |
| 1st | 2011年10月6日 | -Unplugged-              | IRDV-1103 | 2011年8月5日のSHIBUYA BOXX単独コンサートを収録したもの |
| 2nd | 2014年7月27日 | 優しい日になればいいな。 | ASCD-1435 | ASHITA LABEL リリース3周年記念作品第一弾!!             |

## 出演

### テレビ
- テレビ埼玉 音楽情報バラエティ 『ガッツだぜっ！！』（2005年10月）
- テレビ神奈川 『かわさきすまいる』　メインナビゲーター（2006年4月～2007年3月）

### ラジオ
- FM新潟 『Best Partnerの喜怒哀楽だけじゃ収まりきれない！』（2013年7月～11月）
- NHKさいたまFM 『日刊!さいたま〜ず』（2013年7月22日ゲスト）